# Alberto Ammann
Alberto Ammann (* 20. října 1978 Córdoba, Argentina) je argentinský herec. V roce 2011 získal Goyovu cenu v kategorii nejlepší nový herec.

## Životopis
Narodil se v Argentině jako syn novináře, politika a spisovatele Luise Alberta Ammanna a jeho ženy Nélidy Rey. Když mu byl jeden měsíc, tak se jeho rodina přestěhovala do Španělska, aby unikla před vojenskou diktaturou země. Studoval herectví na škole Juana Carlose Corazzy a také na hereckých hodinách Jolie Libois v Cordobě.
Jeho první filmovou rolí byl Juan Oliver v dramatu Cela 211 - Vězeňské peklo. Na roli se připravoval tak, že zpovídal jak policisty, tak vězně. V roce 2011 za svůj výkon získal Goyovu cenu v kategorii nejlepší nový herec. V roce 2010 ztvárnil španělského spisovatele Lope de Vega ve snímku Lope. V roce 2015 ztvárnil v dramatickém seriálu Narcos roli drogového mafiána Pacha Herrery.

## Filmografie

### Film
| Rok  | Název filmu                | Role                 |
| ---- | -------------------------- | -------------------- |
| 2009 | Cela 211 - Vězeňské peklo  | Juan Oliver          |
| 2010 | Lope                       | Lope                 |
| 2011 | Eva                        | David Garel          |
| 2012 | Invasor                    | Pablo                |
| 2013 | Labyrint mysli             | Tom Ortega           |
| 2013 | Combustión                 | Navas                |
| 2013 | Teze o zločinu             | Gonzalo Ruiz Cordera |
| 2014 | Betibu                     | Mariano Saravia      |
| 2015 | The Debt                   | Ricardo              |
| 2017 | Lazaro: An Improvised Film | Tino                 |

### Televize
| Rok       | Název          | Role           | Poznámky                         |
| --------- | -------------- | -------------- | -------------------------------- |
| 2008      | Plan América   | kapitán Mateo  | díl: „Tabaco y ron“              |
| 2010      | No soy como tú | Alberto        | minisérie                        |
| 2015–2017 | Narcos         | Pacho Herrera  | vedlejší role                    |
| 2015–2017 | Apaches        | Miguel         |                                  |
| 2016      | Mars           | Javier Delgado | dokumentární seriál, hlavní role |